# Van Reynegom-getijdenboek

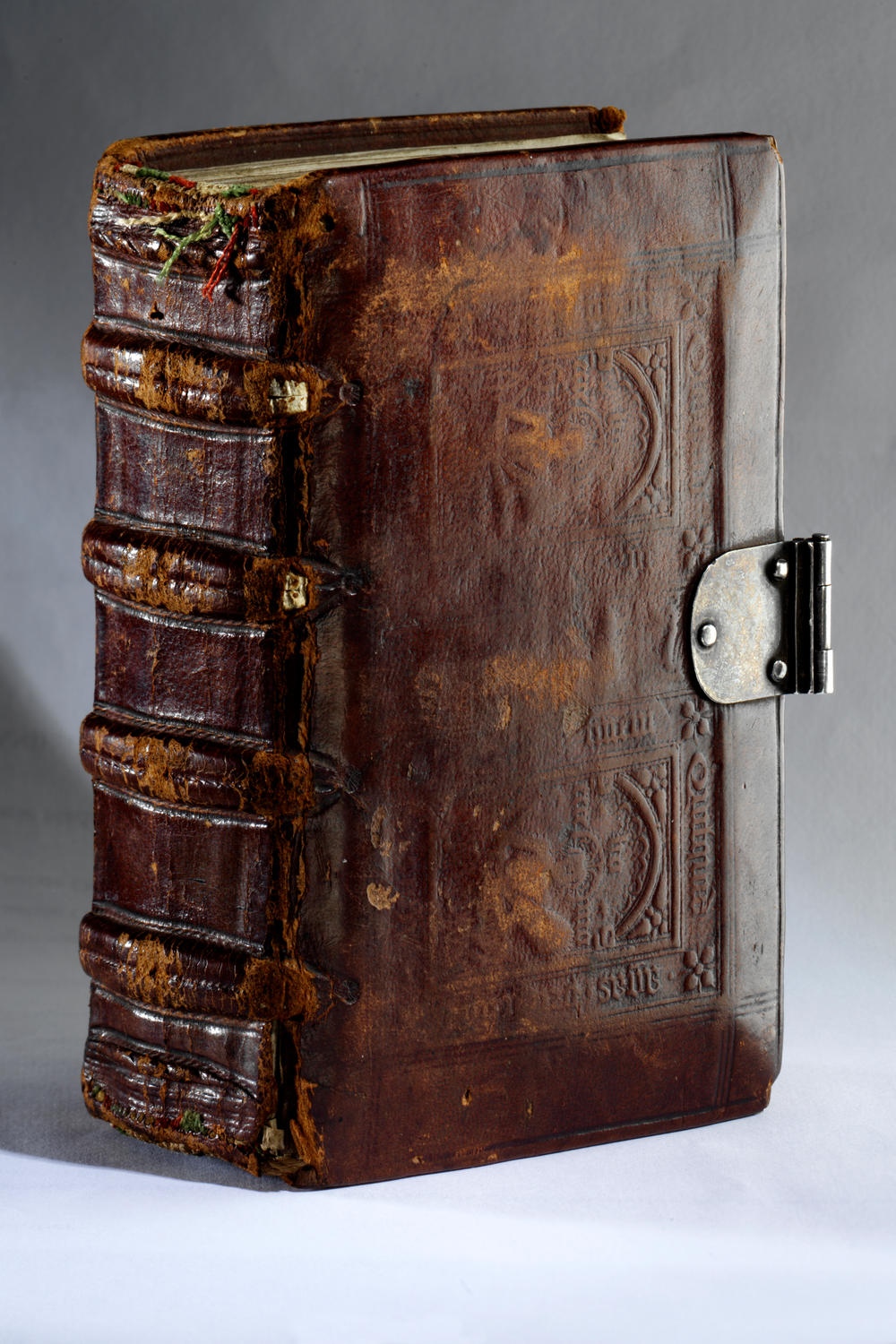
Getijdenboek Van Reynegom, omslagfoto van Philippe De Formanoir

Het van Reynegom-getijdenboek is een verlucht getijdenboek, waarschijnlijk gemaakt in Brussel in de periode van c. 1425 - 1435, in opdracht van een dame uit de Brusselse burgerij. Het werd aan de Koning Boudewijnstichting geschonken door barones Monique della Faille d’Huysse. Het wordt nu, in bruikleen, bewaard in de Koninklijke Bibliotheek van België met als signatuur ms. IV 1293. Het handschrift werd genoemd naar de familie "van Reynegom", een adellijke familie van Nederlandse oorsprong. Monique della Faille d’Huysse schonk ook de gildebreuk van Reynegom aan de Koning Boudewijnstichting.

## Beschrijving
Het manuscript heeft 184 perkamenten folia van 130 x 90 mm groot. Vooraan en achteraan zijn er telkens twee perkamenten schutbladen. Het handschrift is samengesteld uit 23 onregelmatige katernen. Het is geschreven met zwarte inkt in een littera gotica textualis in één kolom van 16 lijnen (17 lijnen in de kalender). De tekst is in het Latijn en gebaseerd op het Romeins gebruik. Een behoorlijk aantal rubrieken, de naam van de maanden en vier gebeden achteraan in het boek zijn geschreven in een Brabants dialect van het Middelnederlands. De lederen boekband (leer over houten platten) dateert van de tweede helft (het einde?) van de vijftiende eeuw en is op het voorplat versierd met een blindgestempelde Man van Smarten.

## Geschiedenis
De opdrachtgever van het getijdenboek is niet bekend, maar was waarschijnlijk een vrouw gezien in een van de Middelnederlandse gebeden, het gebed voor tijdens de consecratie (fol. 175r), sprake is van een zondares (sonderssen). Gezien de afwerking van het manuscript moet de opdrachtgeefster tot de gegoede middenklasse behoord hebben. Op twee plaatsen in het boek is een dame afgebeeld namelijk op f13v in de marge van de annunciatieminiatuur bij het begin van het Kleine Officie van Onze Lieve Vrouw en in de marge van de miniatuur die de bewening van Christus voorstelt op fol. 83v van de kruisgetijden. Uit de kleding van de vrouw kan men opmaken dat ze tot de welgestelde burgerij behoorde.
De datering van het handschrift omstreeks 1425-1435 berust op de stijlkenmerken van de miniaturen.
De bestemming van het handschrift voor Brussel wordt afgeleid van het voorkomen van de heilige Goedele in de kalender, maar ook in de litanie en de suffragia. Trouwens ook de heilige Amalberga, de moeder van Goedele, is in de litanie opgenomen. Verder wijzen ook de suffragia tot de heilige Gorik en van de aartsengel Michaël in de richting van Brussel. Ook de sacramentsgetijden die in het manuscript voorkomen zijn een aanwijzing voor Brussel omdat sedert de veertiende eeuw een bijzondere verering voor het H. Sacrament bestond in die stad naar aanleiding van een mirakel dat zou gebeurd zijn met gestolen en doorboorde hosties omstreeks 1370. Ook het Brabantse Middelnederlands in enkele gebeden wijst in de richting van Brussel.
De schenkster van de Reynegom-getijden erfde het boek van haar moeder barones Alix van Reynegom de Buzet. Het was in het bezit van de familie Reynegom sedert de zestiende eeuw. Het zou, volgens de familietraditie, toebehoord hebben aan Cornelis van Reynegom (1581-1636), die in Bologana had gestudeerd en doctor in de theologie was geworden. Hij was deken van het kapittel van Naeldwijck bij Delft. Hoe het handschrift in zijn bezit kwam en wat er voordien mee gebeurde blijft tot op vandaag onbekend.

## Inhoud
Opmerkelijk is in dit getijdenboek het ontbreken van het dodenofficie dat normaal deel uitmaakte van de standaardteksten in getijdenboeken. Voor de rest bevat het manuscript de klassieke onderdelen zoals de kalender, de Mariagetijden, de Boetepsalmen met de litanie, de evangelieperikopen, het "Obsecro te" en het "O intemerata" en de suffragia. Minder gebruikelijke onderdelen zijn de sacramentsgetijden en het passieevangelie.
De inhoudslijst ziet er als volgt uit:
- f1r-12v Kalender
- f13r-64v Mariagetijden
  - f14r-23v Metten
  - f25r-34v Lauden
  - f36r-39v Priem
  - f41r-44r Terts
  - f46r-48v Sext
  - f50r-52v None
  - f54r-59v Vespers
  - f60r-64r Completen
- f65r-82v Boetepsalmen
- f76r Litanie
- f83r-91v Kleine getijden van het Heilig Kruis
- f92r-98v Kleine getijden van de Heilige Geest
- f99r-107v Getijden van het H. Sacrament
- f108r-112r Mariamis
- f112v-116v Evangelieperikopen
  - f112v-113v volgens Johannes
  - f113v-114v volgens Lucas
  - f114v-116r volgens Mattheus
  - f116r-116v volgens Marcus
- f117r-128r Mariagebeden
  - f117r-122r O clementissima
  - f122r-122v Salve regina
  - f123r-126r Obsecro te
  - f126r-128r O intemerata
- f128v-134r Diverse gebeden
  - f128v-128v Anima christi (gebed tijdens de consecratie)
  - f129r-129r Ave verum corpus
  - f129r-130r Acht Verzen van Bernardus
  - f130v-131v Veni creator
  - f133r-134r Salve sancta facies
- f134v-136v Passie-evangelie volgens Johannes
- f137r-171v Suffragia – ter ere van:
  - f138r-138v Johannes de evangelist
  - f140r-140v Margaretha
  - f142r-142v Gorik
  - f144r-144v Anna
  - f146r-146v de aartsengel Michaël
  - f148r-148v Johannes de Doper
  - f150r-150v Adrianus
  - f152r-152v Antonius abt
  - f152v-153v Antonius Abt [nogmaals]
  - f155r-155v Laurentius
  - f157r-158r Maria Magdalena
  - f158r-158v Maria Magdalena (2e maal)
  - f160r-160v Barbara
  - f162r-162v Catharina
  - f163r-163v Elisabeth
  - f165r-165v Goedele
  - f167r-167v Christophorus
  - f169r-169v Cornelius
  - f171r-171v Alle heiligen
- f172r-182v Nederlandstalige gebeden
  - f172r-174v Ter ere van Jezus’ zoete naam (vertaling van O Bone Ihesu)
  - f175r-177v Ter ere van het Lichaam en Bloed van Christus (gebed tijdens de consecratie)
  - f177v-178r Twee kleinere gebeden
  - f178v-182v Biecht

## Kalender
De kalender beslaat twee bladzijden per maand en is niet versierd op de sierinitialen “KL” op de eerste bladzijde van elke maand na. De kalender is van het Vlaamse type, niet alle dagen zijn ingevuld. De kalender bevat slechts drie kolommen, de eerste met de numerus aureus en de zondagsletter in de tweede kolom. In de derde kolom wordt de naam van de heilige die op die dag herdacht werd gegeven of het kerkelijke feest dat die dag werd gevierd. De feestdagen die in de kalender zijn opgenomen zijn vrij algemeen voor de Zuidelijke Nederlanden en laten niet toe van het getijdenboek meer specifiek te plaatsen, tenzij dan het voorkomen van de heilige Goedele op 8 januari als hoogfeest (in het rood geschreven), wat verwijst naar Brussel.

## Verluchting
Het handschrift bevat 29 miniaturen (origineel 32) die op losse bladen werden geschilderd en in het boekblok werden tussengevoegd. Dit was in de vijftiende eeuw een vrij gebruikelijke manier van werken omdat het toeliet de tekst en de miniaturen onafhankelijk ven elkaar te produceren en op die manier tijd te winnen en efficiënter te werken. Het is in het van Reynegom-getijdenboek duidelijk op te merken dat de bladspiegel van de bladgrote miniaturen niet steeds gelijk is en niet overeenkomt met de grootte van het tekstblok op de tegenoverliggende bladzijde. De kalender bevat geen miniaturen.
Voor de verluchting van de Mariagetijden werd in de Zuidelijke Nederlanden meestal de Kindsheidscyclus gebruikt, soms de Passiecyclus. In dit getijdenboek werd bij de metten de annunciatie als illustratie genomen en voor de rest van de Mariagetijden de Passiecyclus.
De verluchting van de Mariagetijden ziet er dus als volgt uit:
- f13v: metten, annunciatie
- f24v: lauden, gevangenneming van Christus
- f35v: priem, Christus voor Pilatus
- f40v: terts, de geseling van Christus
- f45v: sext, de kruisdraging
- f49v, none, de kruisiging van Christus
- f53v: vespers, de kruisafneming
- -----: completen, de miniatuur van de graflegging ontbreekt

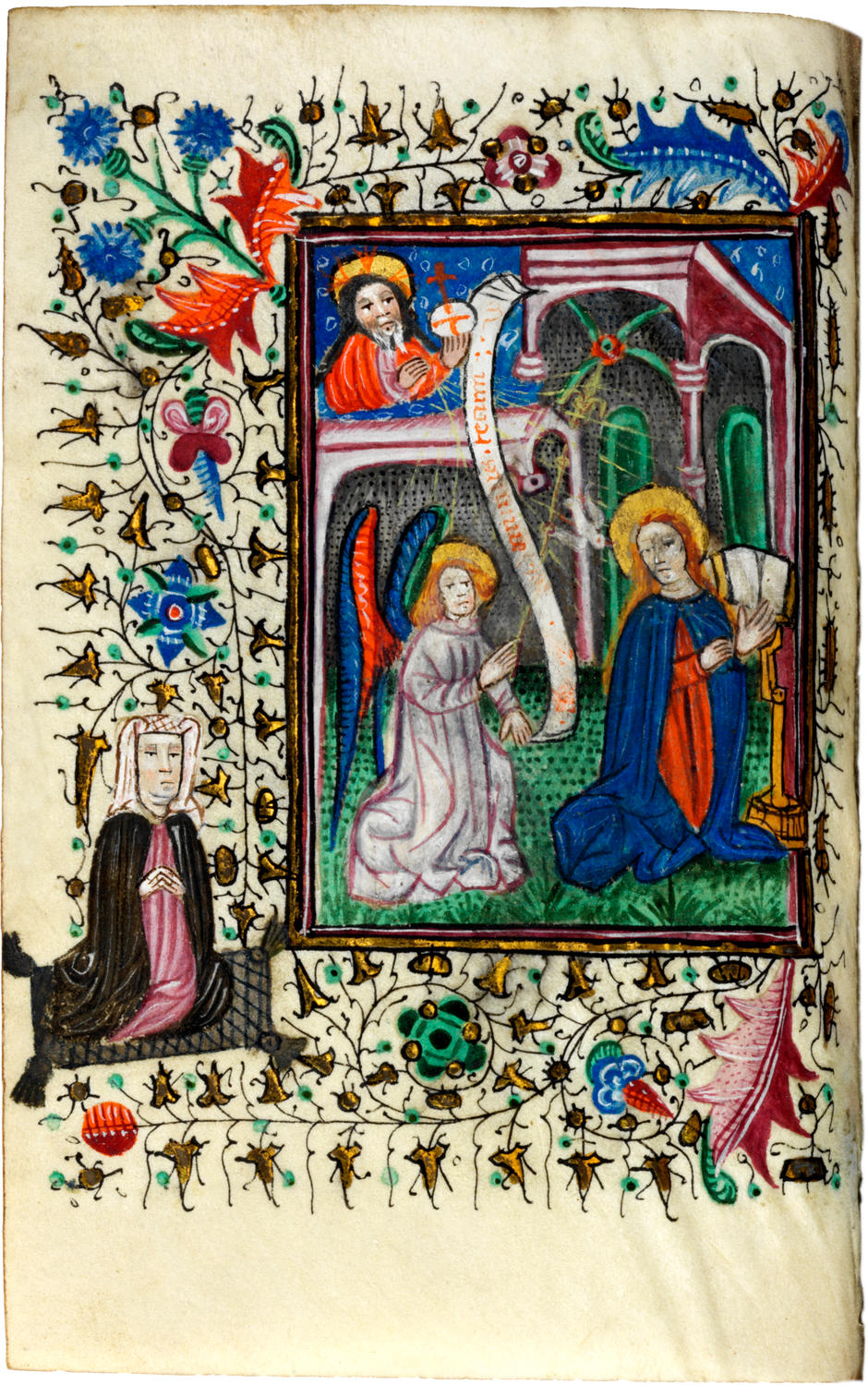
de annunciatie met eigenaresse in de randversiering
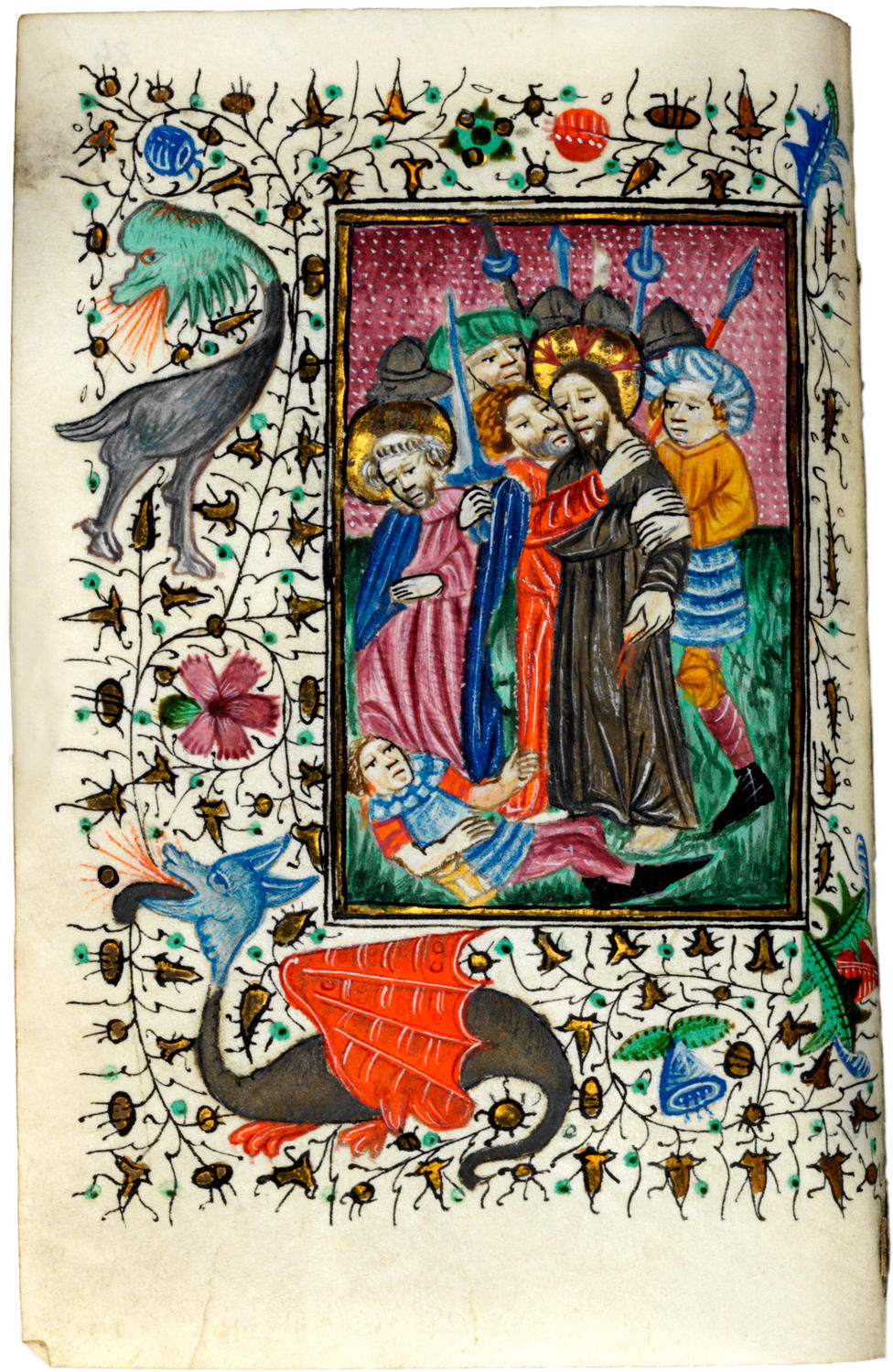
De gevangenneming
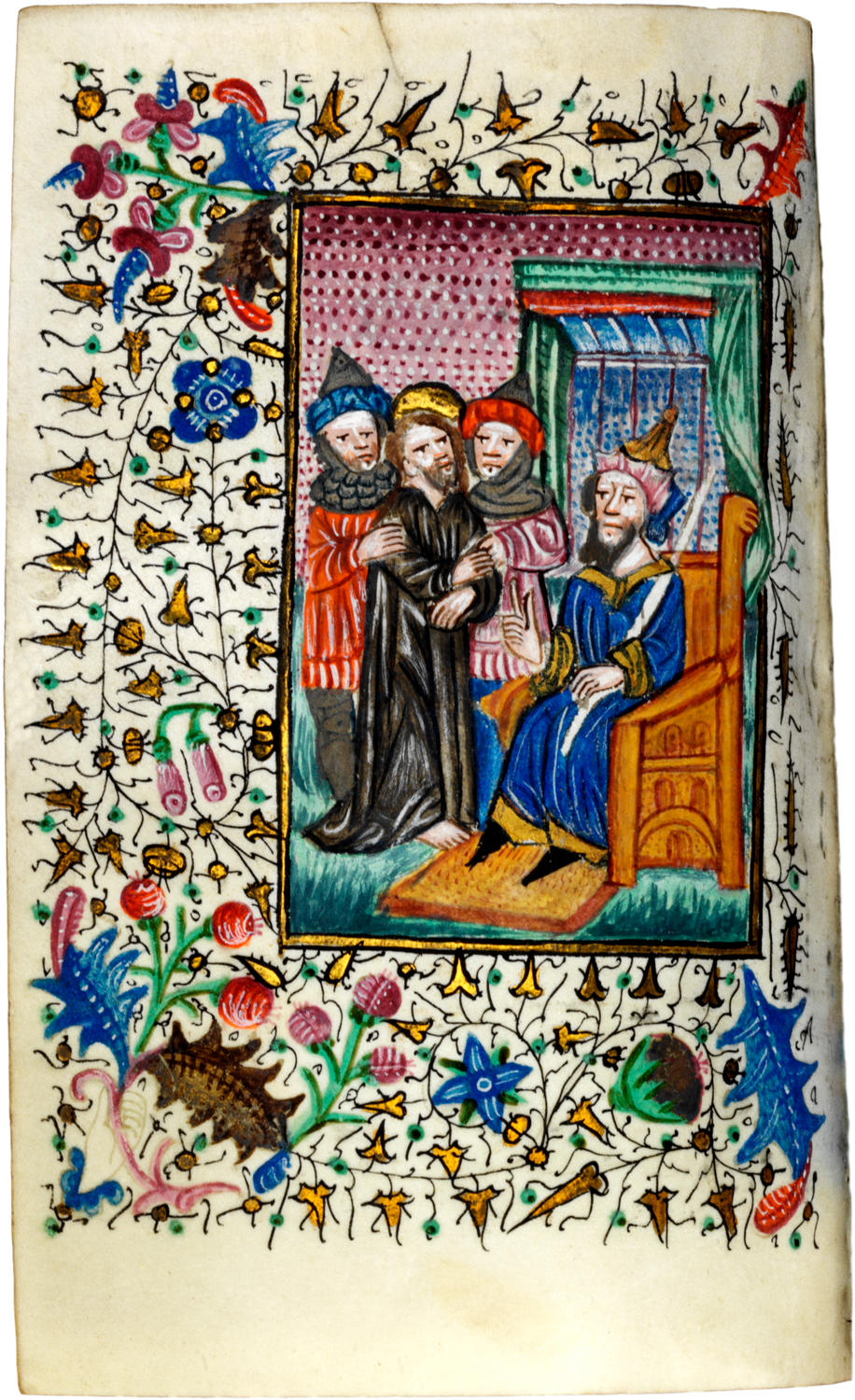
Christus voor Pontius Pilatus
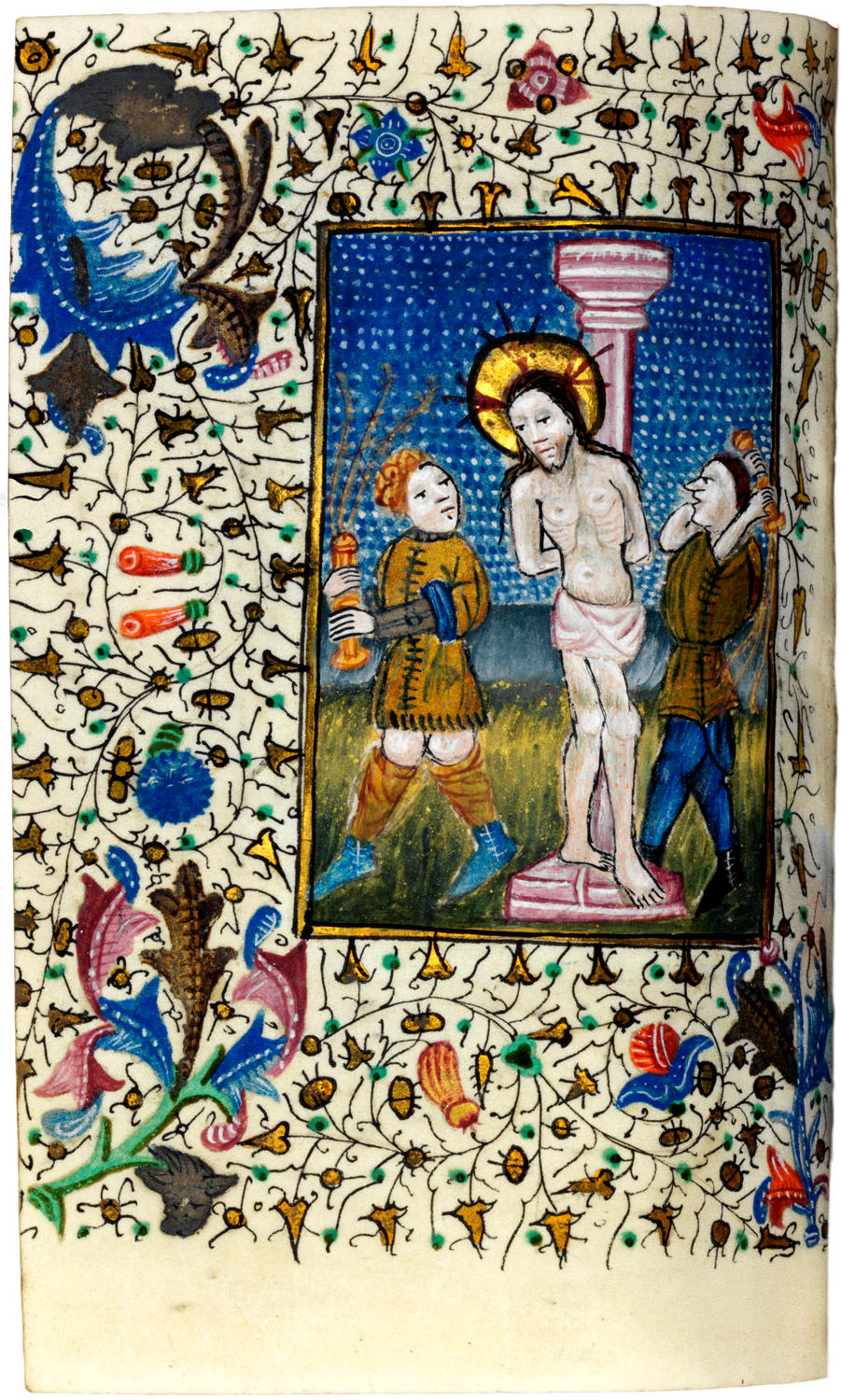
De geseling
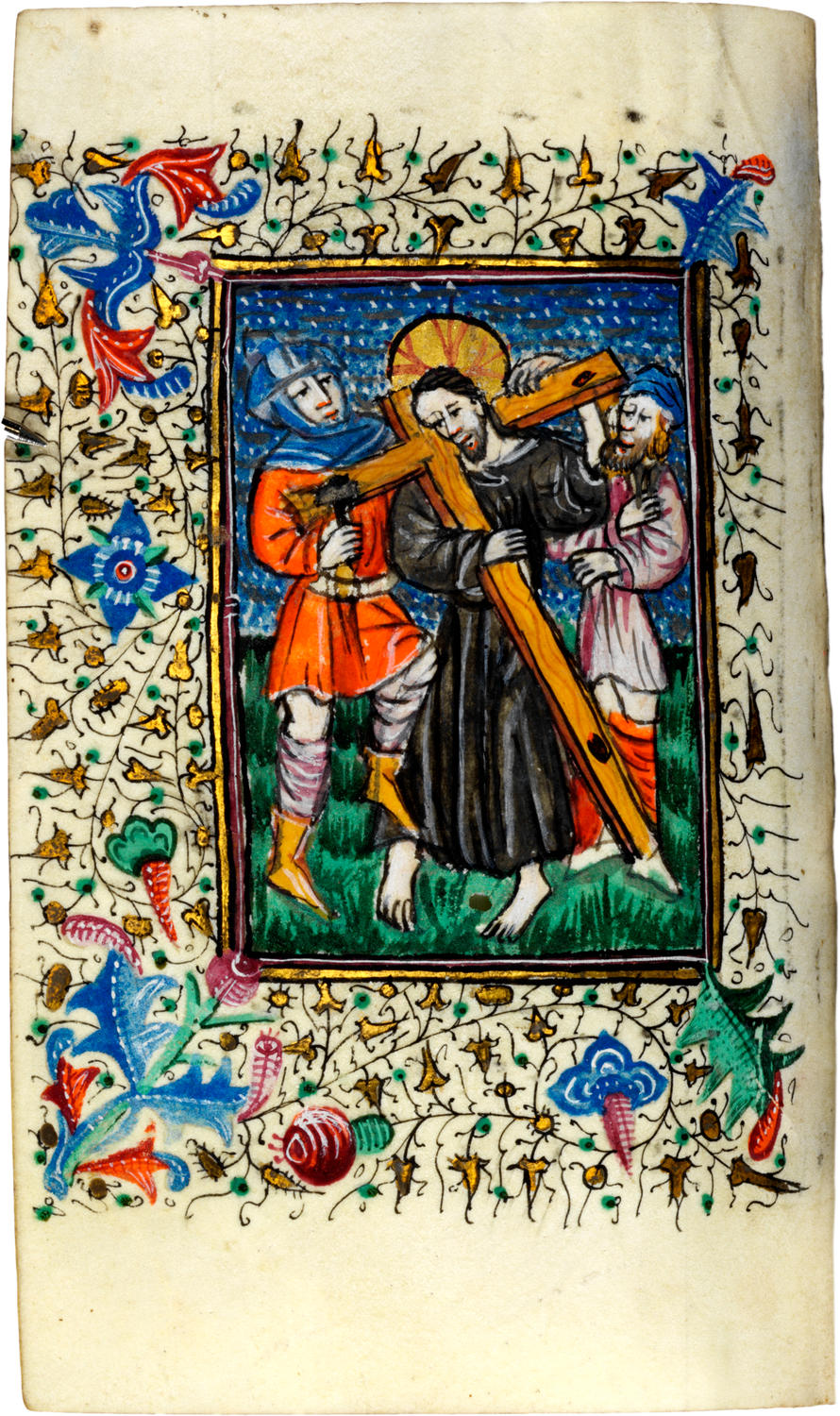
Kruisdraging
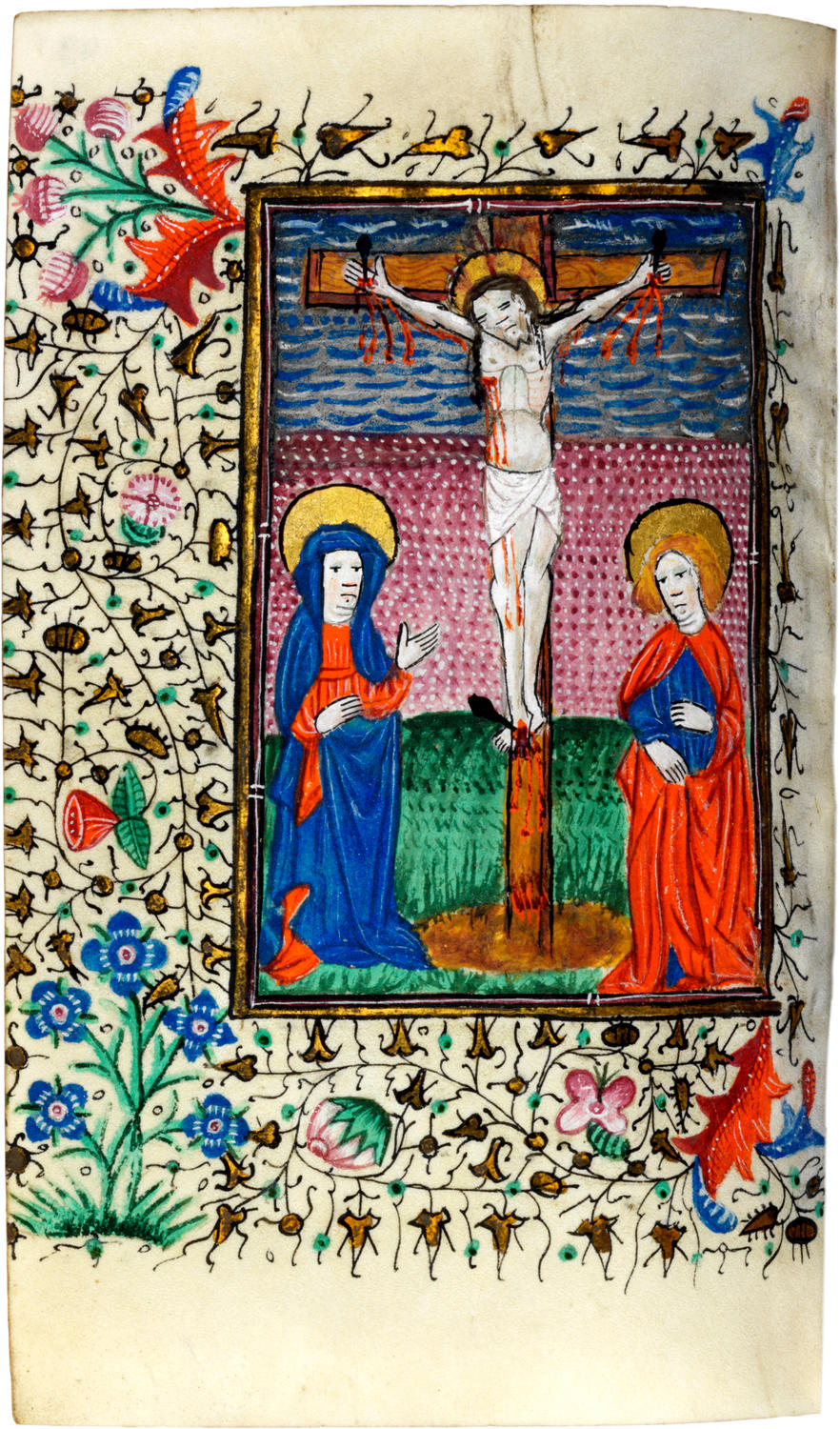
De kruisiging luidt de none in
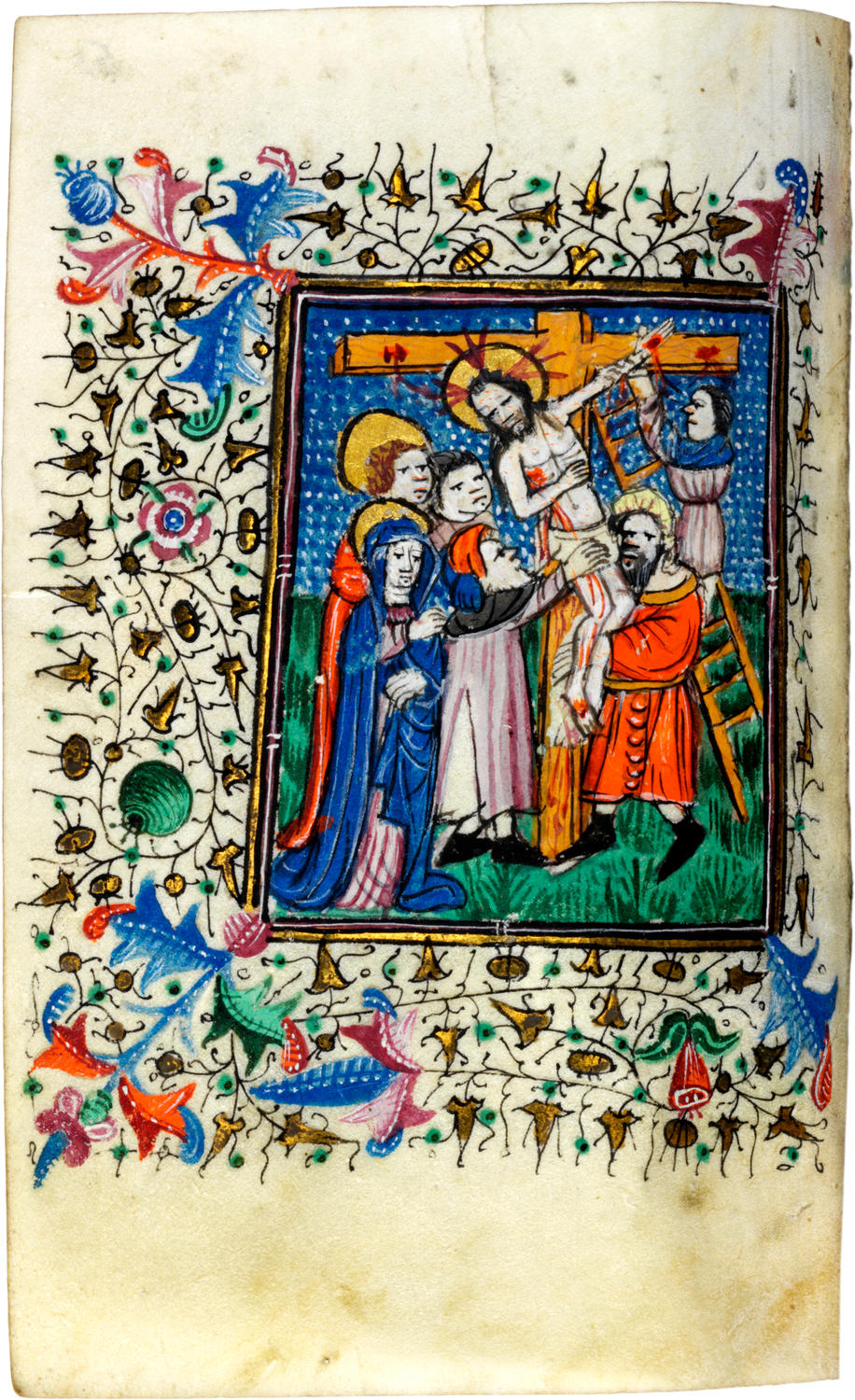
De kruisafneming

De boetepsalmen worden op f65v ingeleid met een miniatuur die het Laatste Oordeel voorstelt en de kruisgetijden openen met een bewening (f83v) die Maria voorstelt voor het kruis met het lichaam van haar dode zoon op haar schoot. Voor de Heilige Geestgetijden koos men voor een afbeelding van het Pinkstergebeuren. De Sacramentsgetijden beginnen met een afbeelding van de verering van het heilig sacrament (f99v). De afbeelding bij de Mariamis is verdwenen, het was waarschijnlijk een Madonna met Kind. De uittreksels uit de evangeliën bleven ongeïllustreerd. Bij het gebed "Salve sancta facies" werd Veronica met het zweetdoek afgebeeld (f132v). Voor het passieevangelie werd een miniatuur gebruikt die de verrijzenis van Christus voorstelt 'f134v)

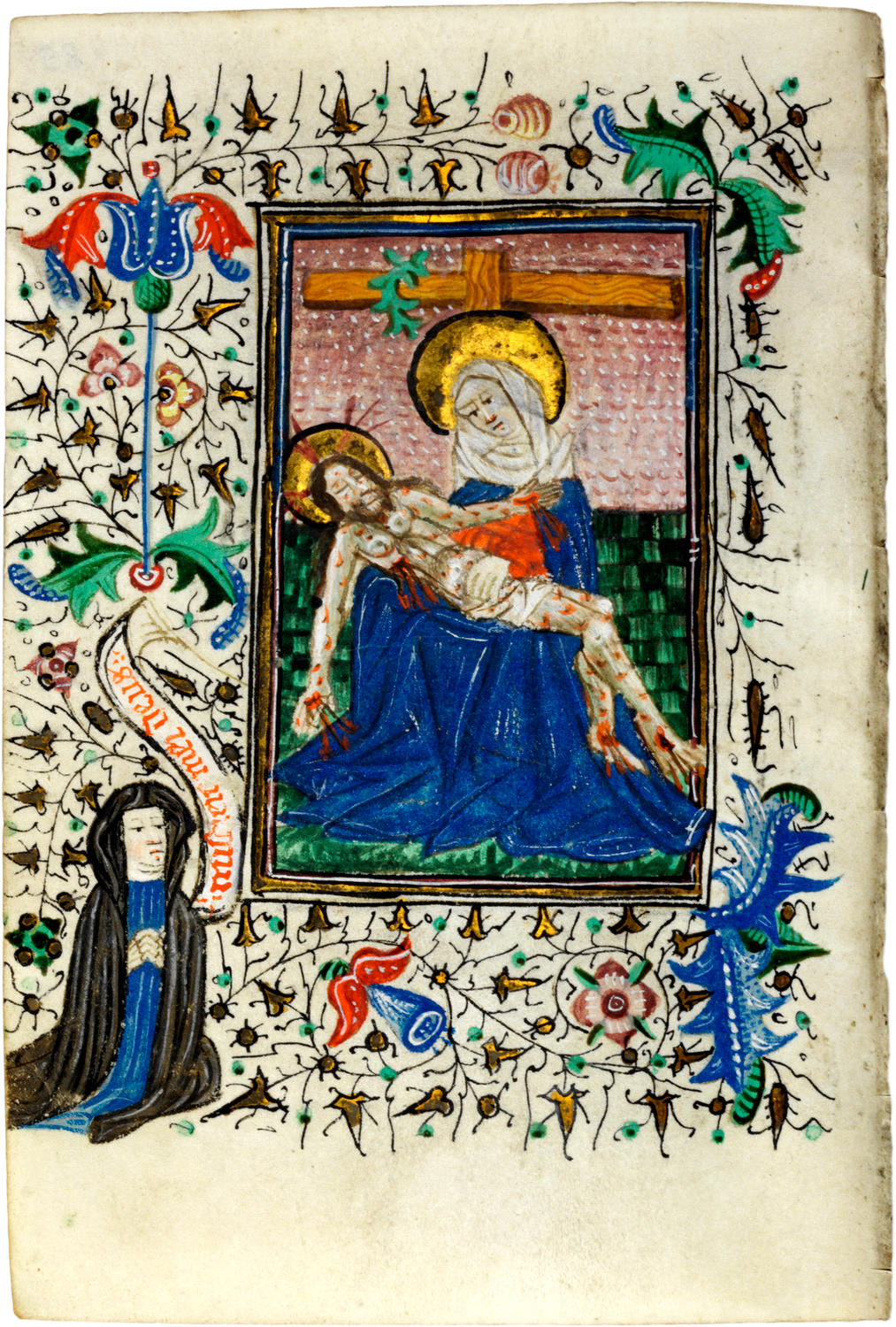
f83r, de H. Kruisgetijden: De bewening
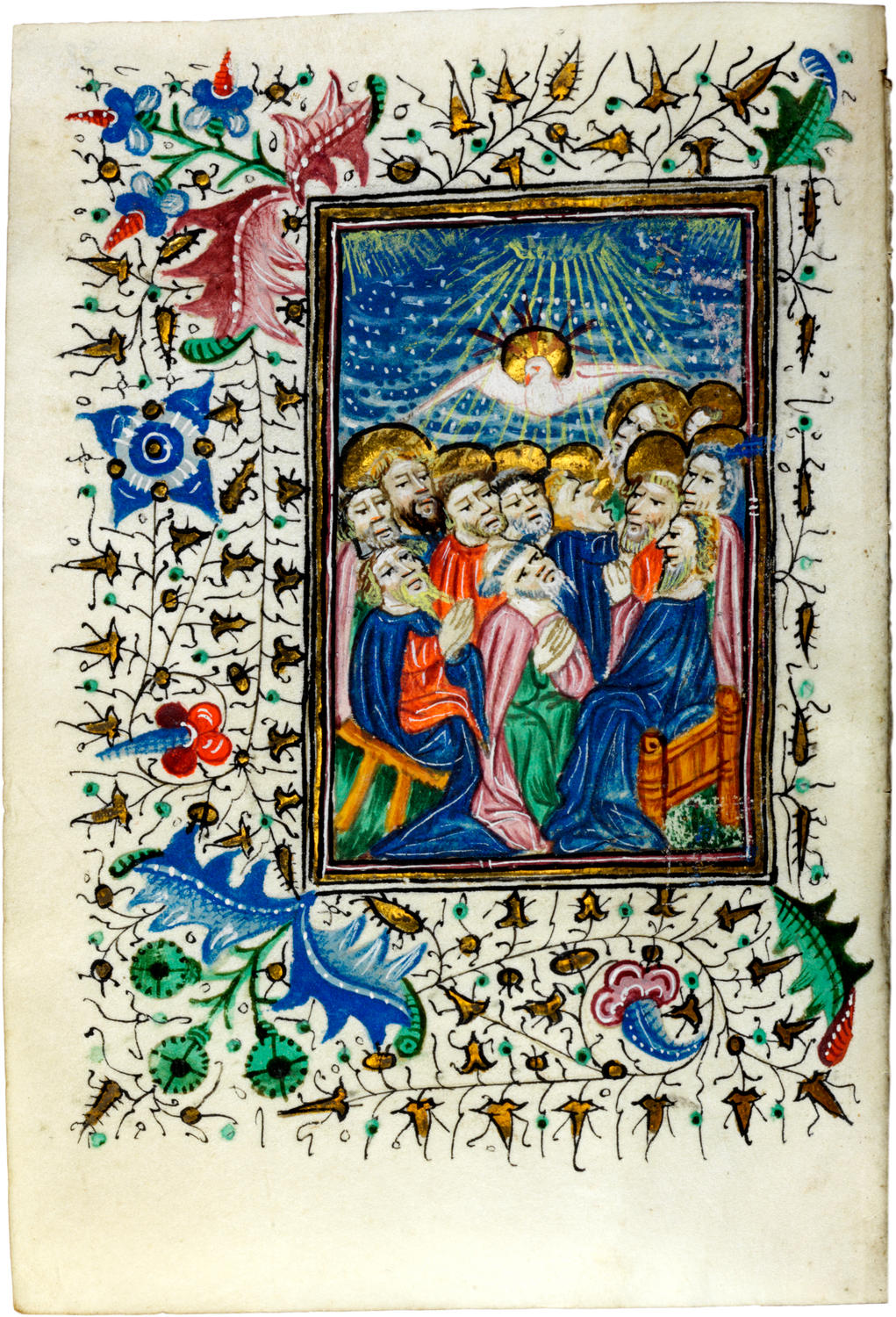
f92r, de H. Geestgetijden: Pinksteren
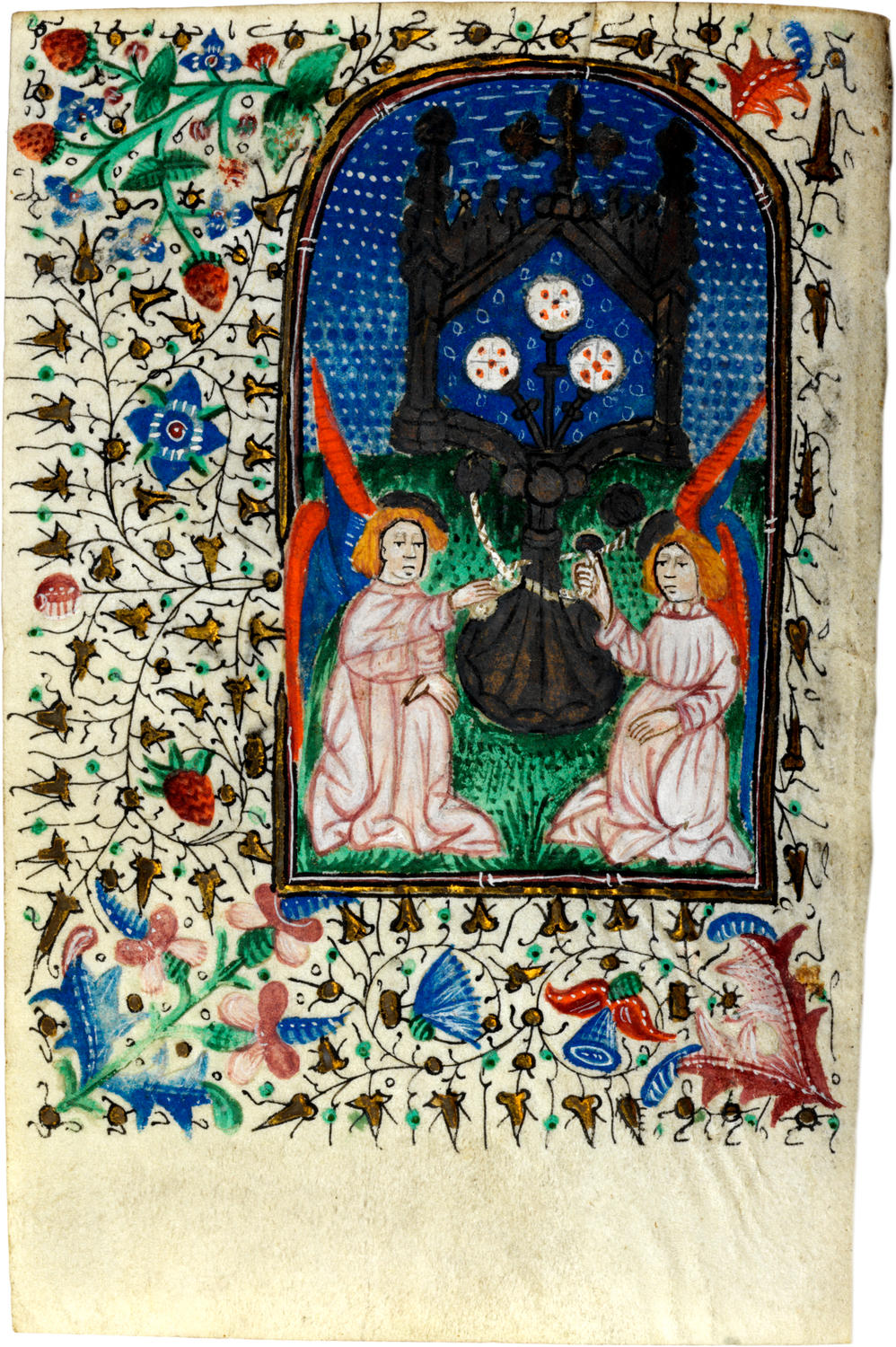
f99r, de H. Sacramentgetijden: Aanbidding van het H. sacrament
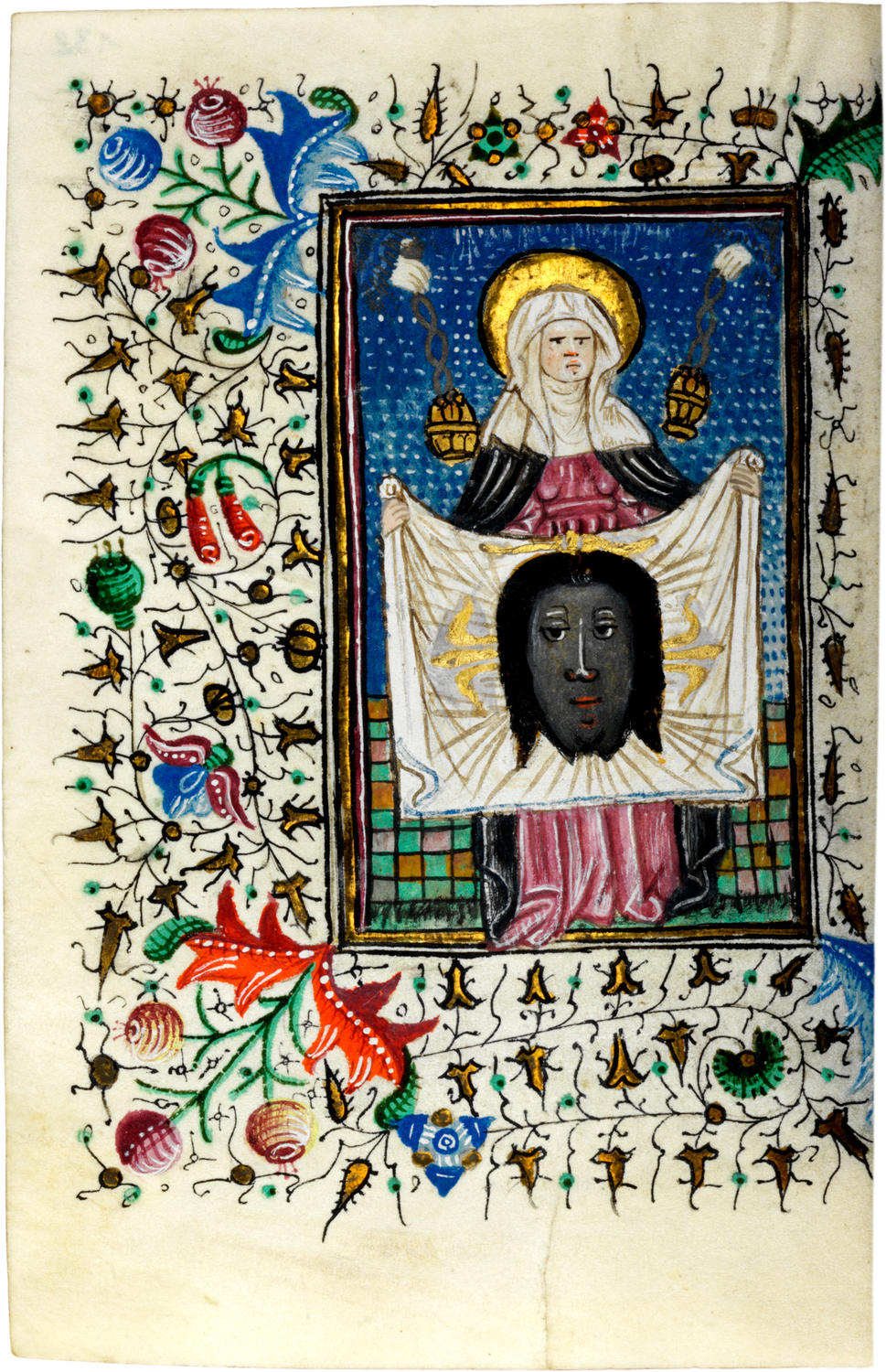
f133r, Diverse gebeden: Salve sancta facies, Veronica met hetzweetdoek
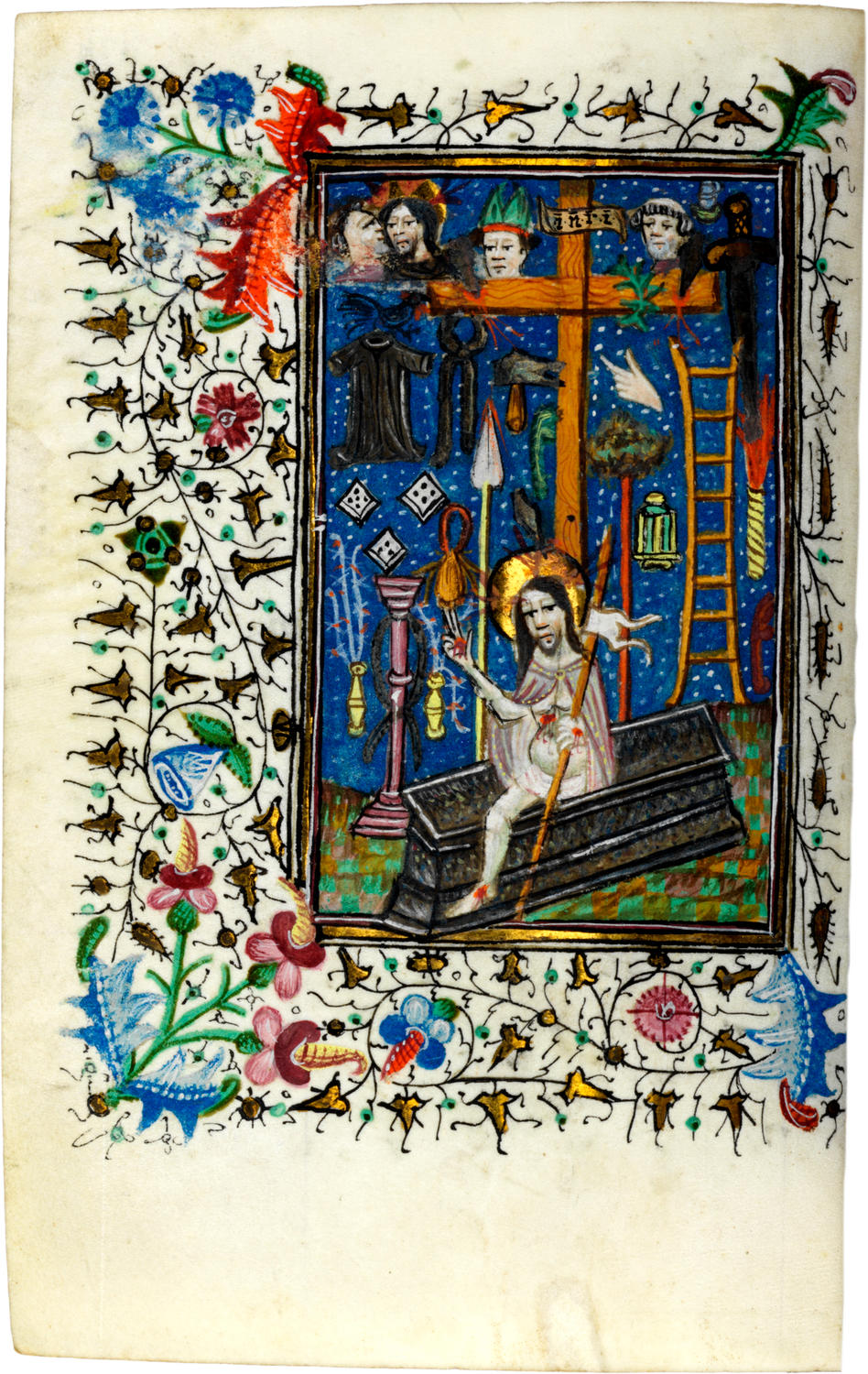
f134v: Passie-evangelie volgens Johannes: Verijzenis

In de suffragia zijn de heiligen in bladgrote miniaturen ten voete uit afgebeeld. De heiligen die voorkomen in de suffragia vindt men in de inhoudslijst.

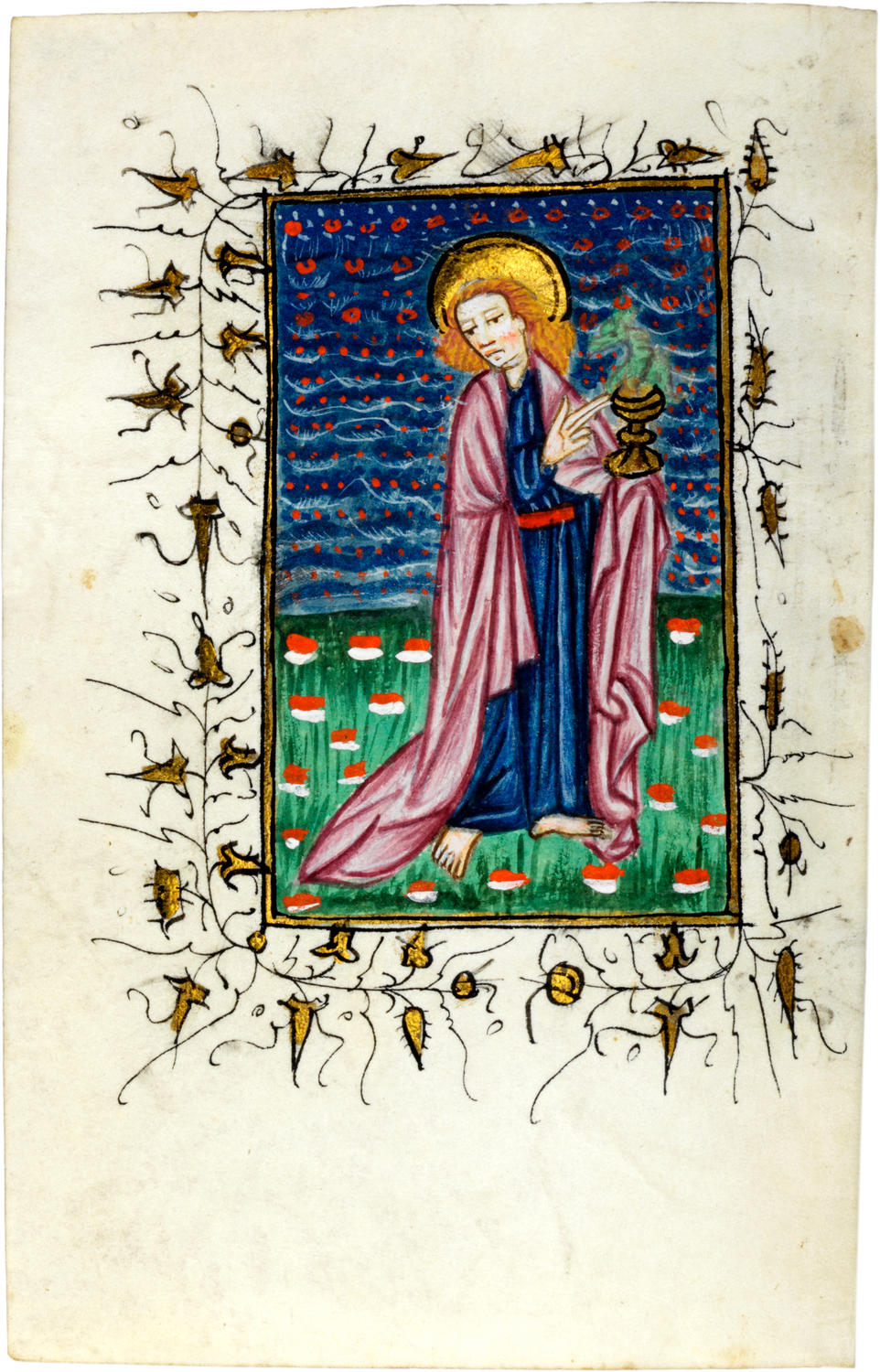
Johannes de Evangelist
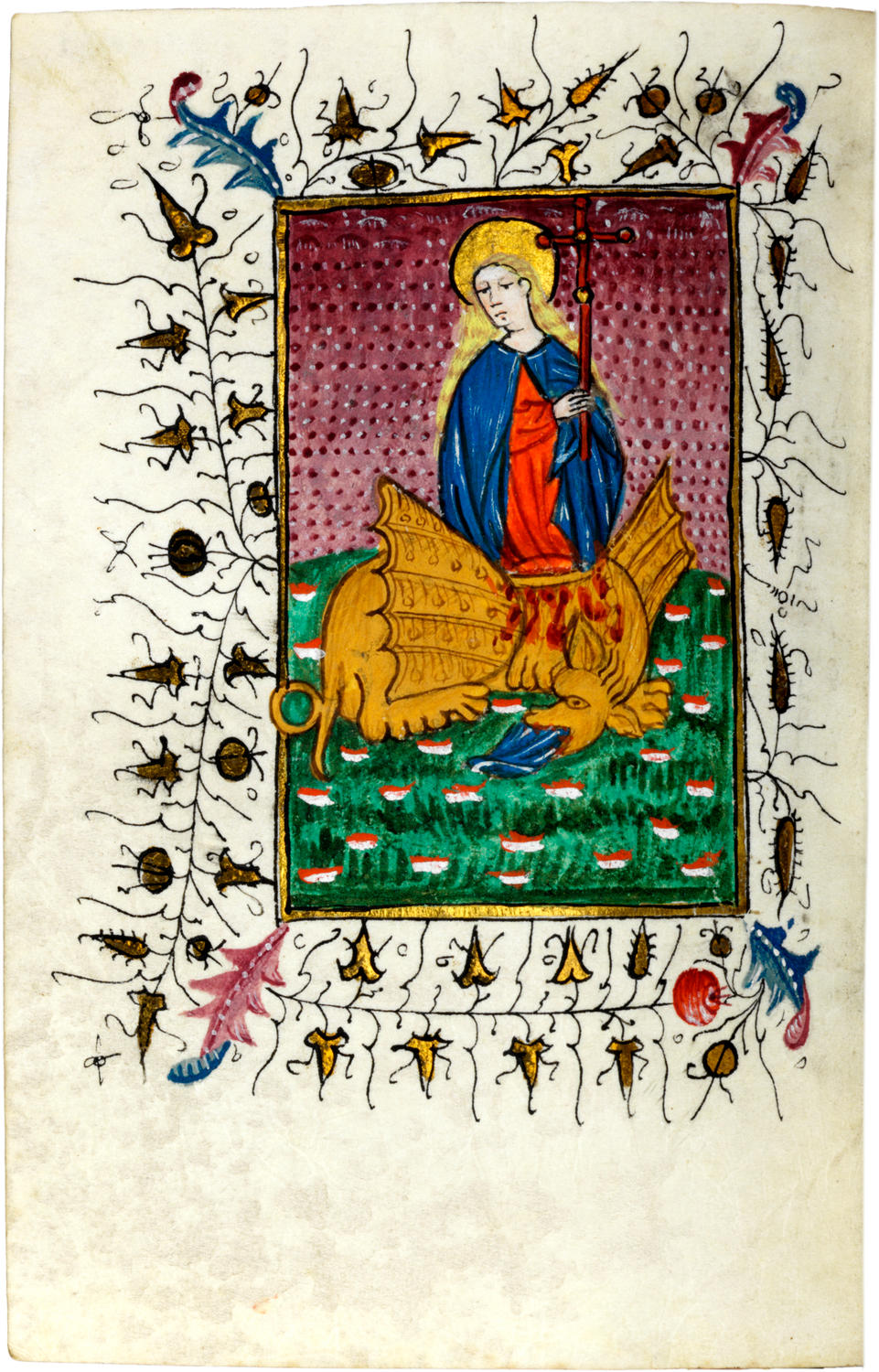
Margaretha
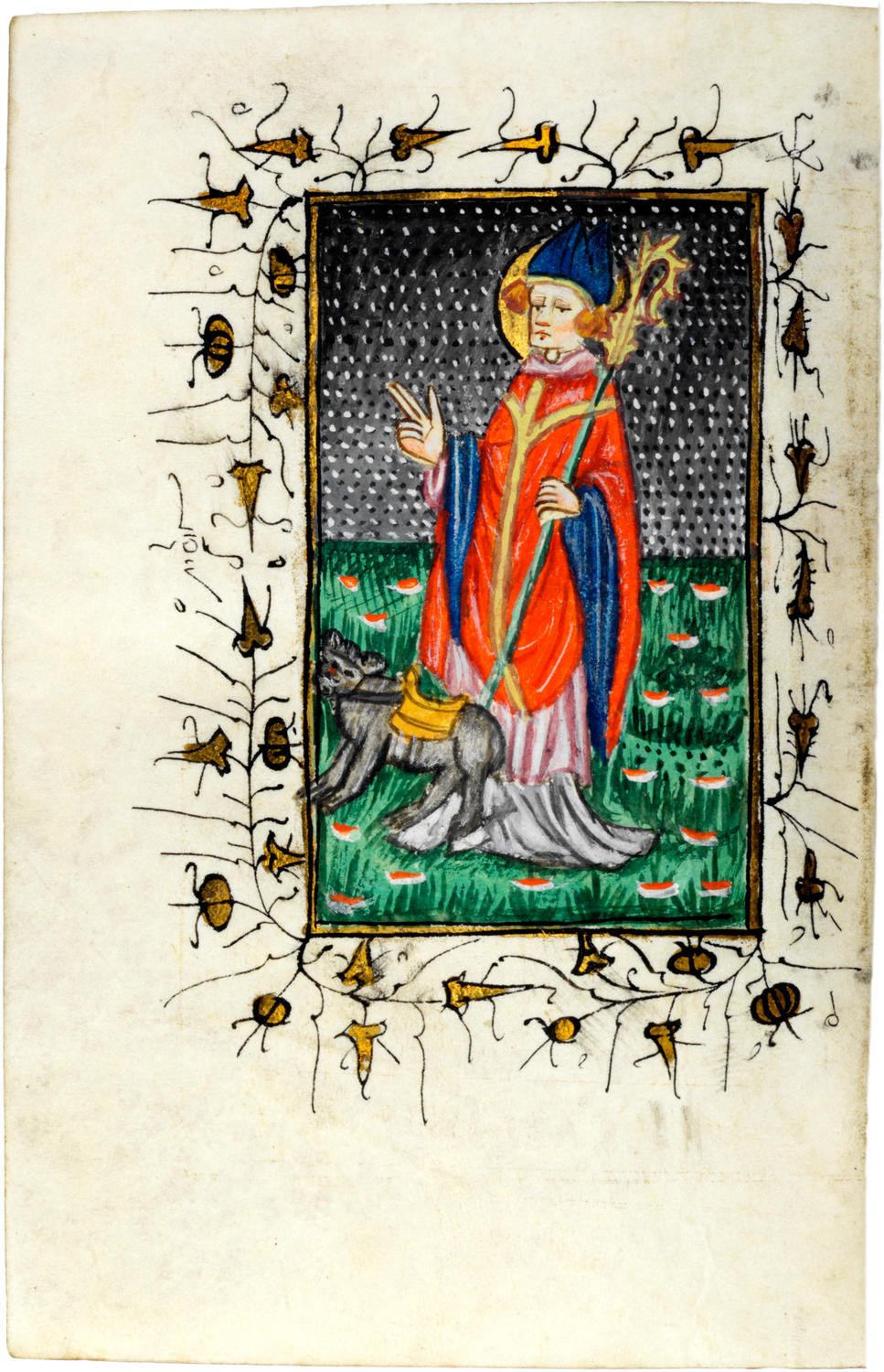
Sint-Gorik
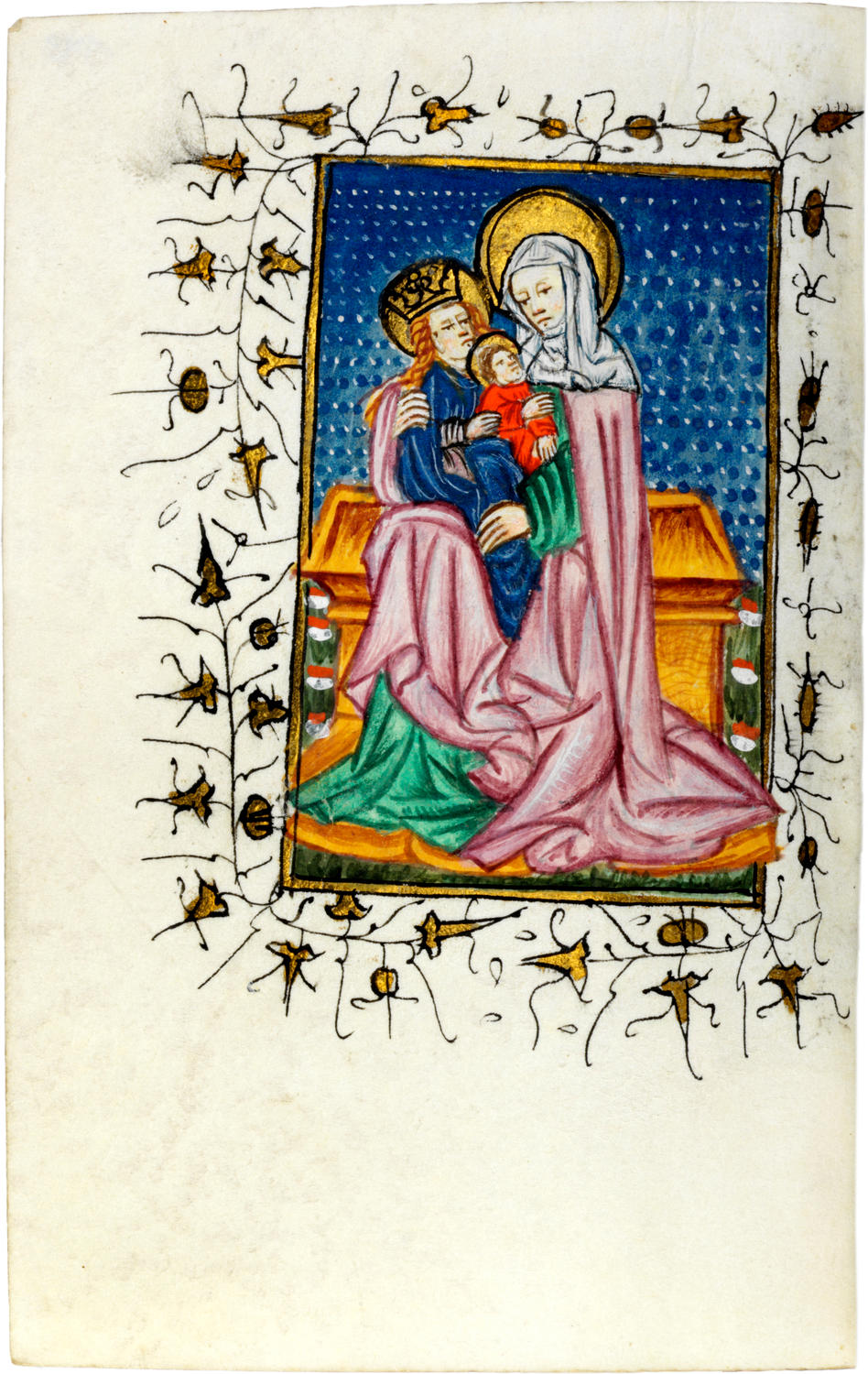
Anna ten drieën
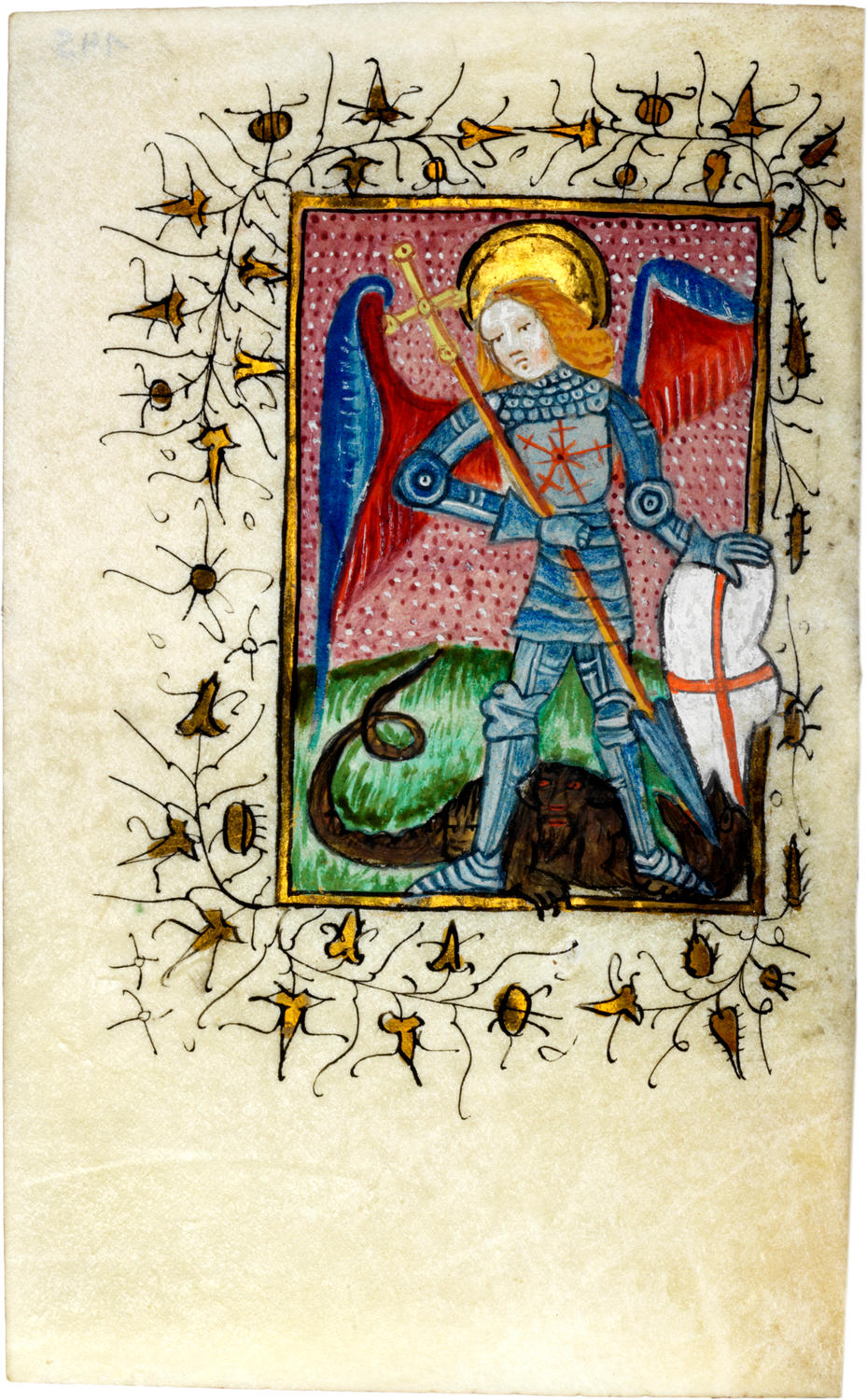
aartsengel Michaël en de draak
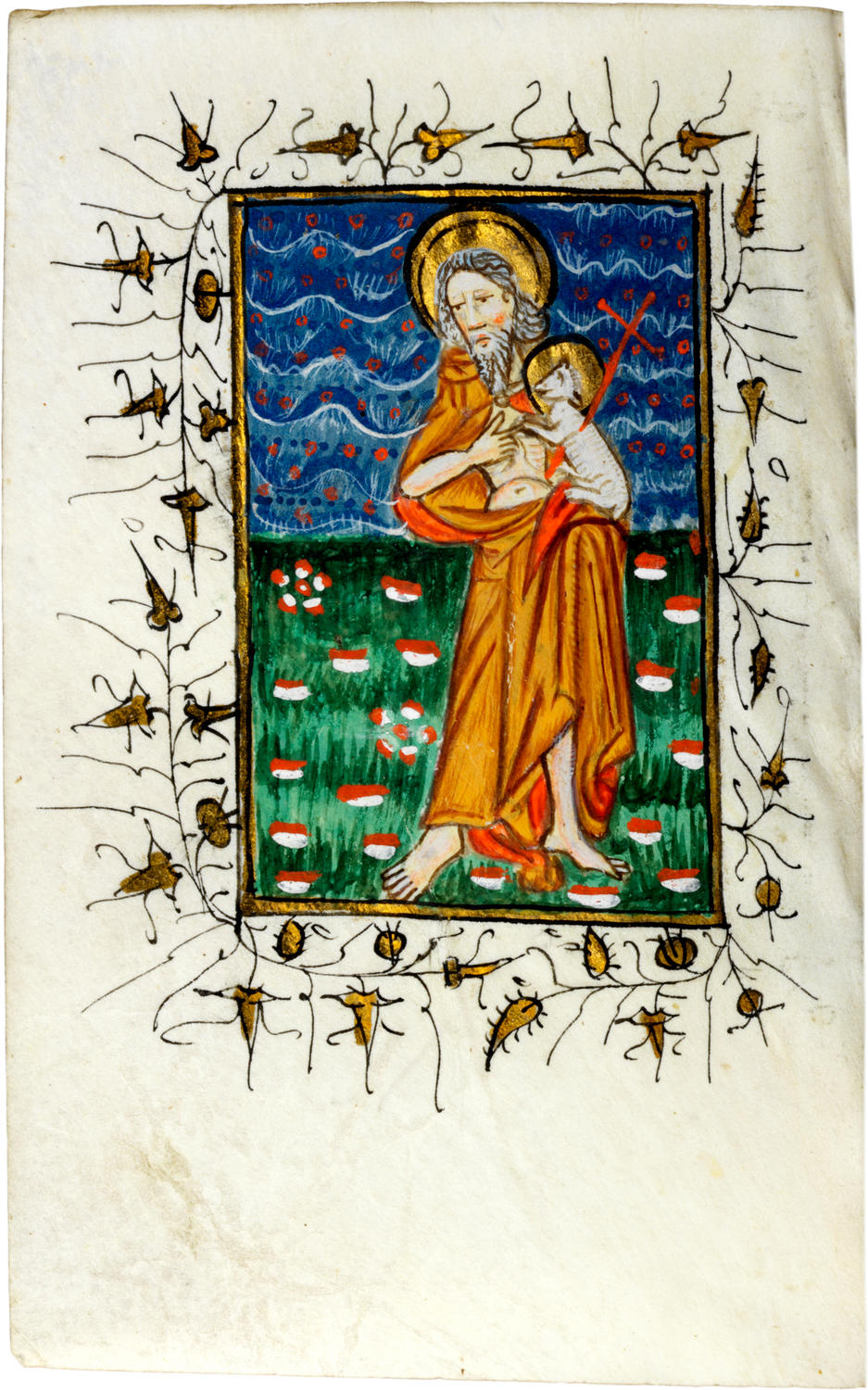
Johannes de Doper
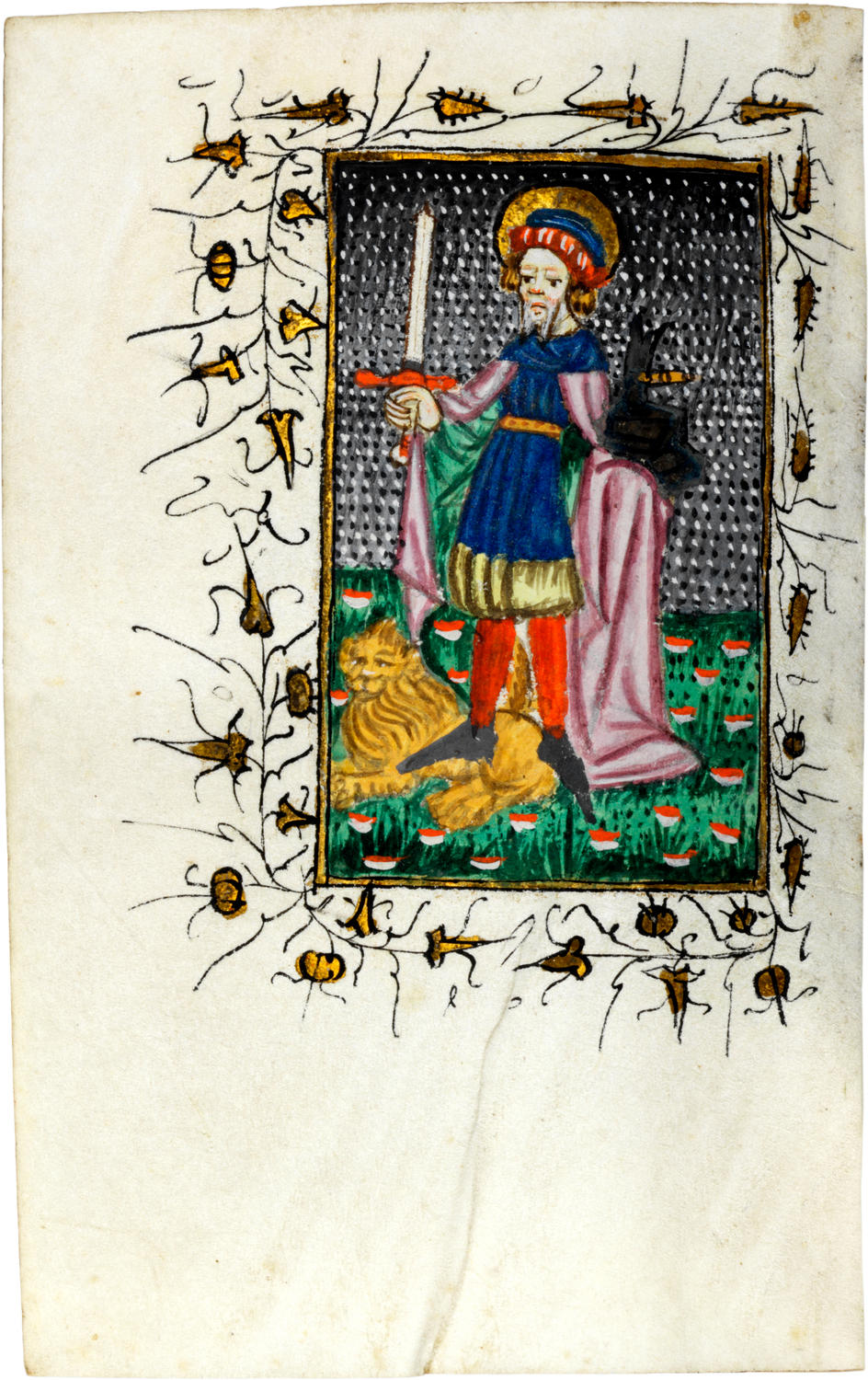
Adrianus
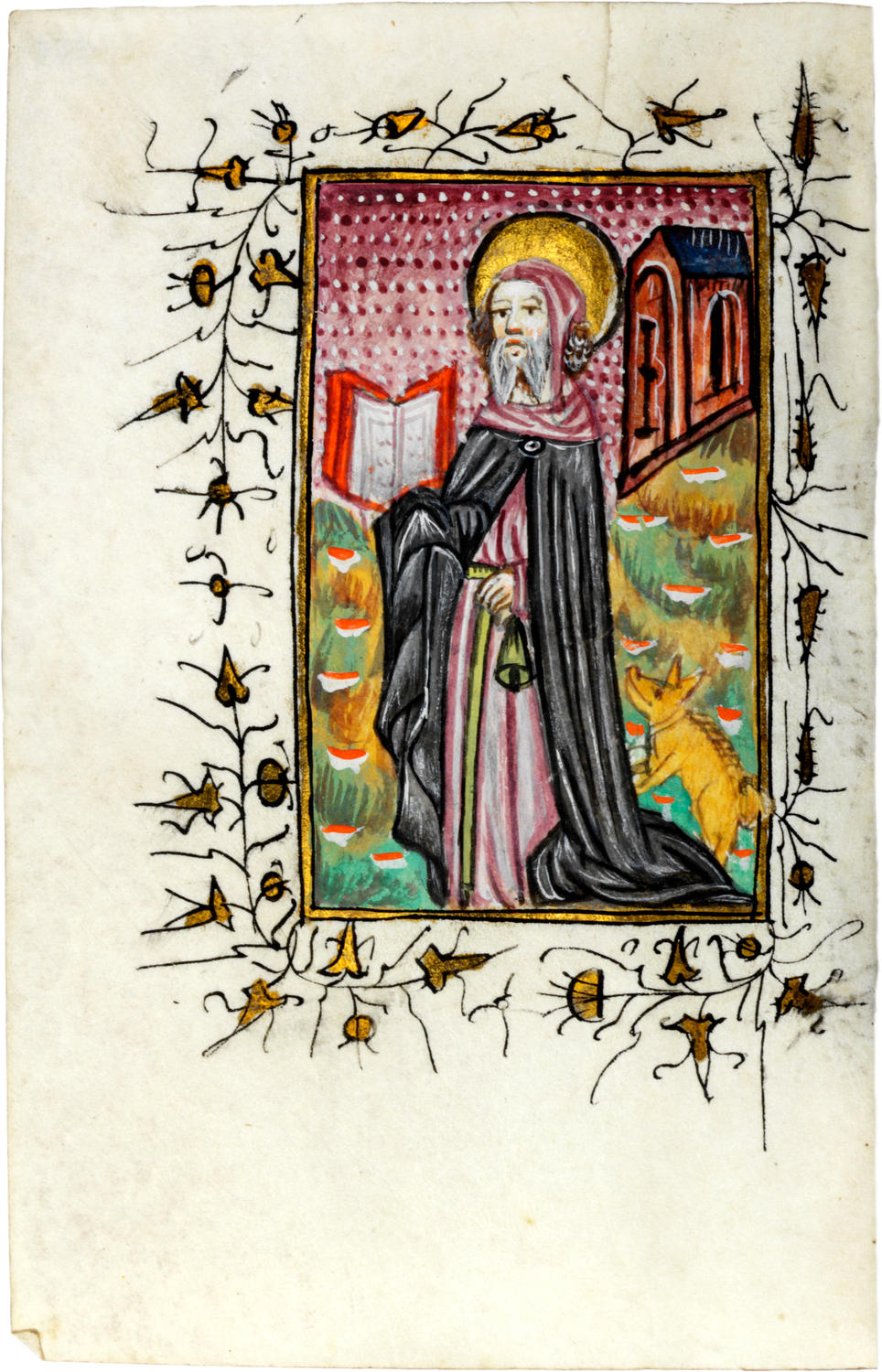
Antonius abt
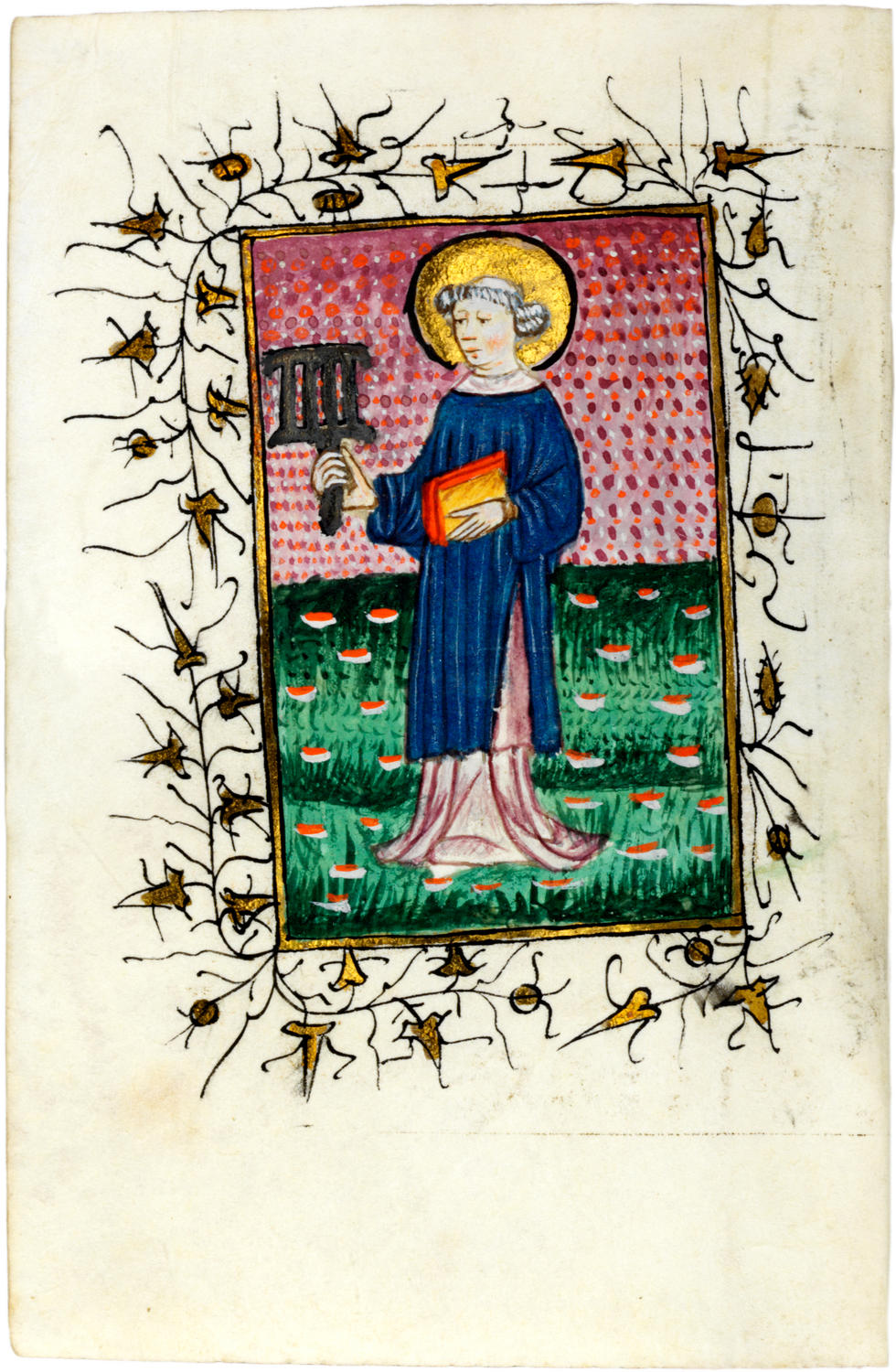
Sint Laurentius
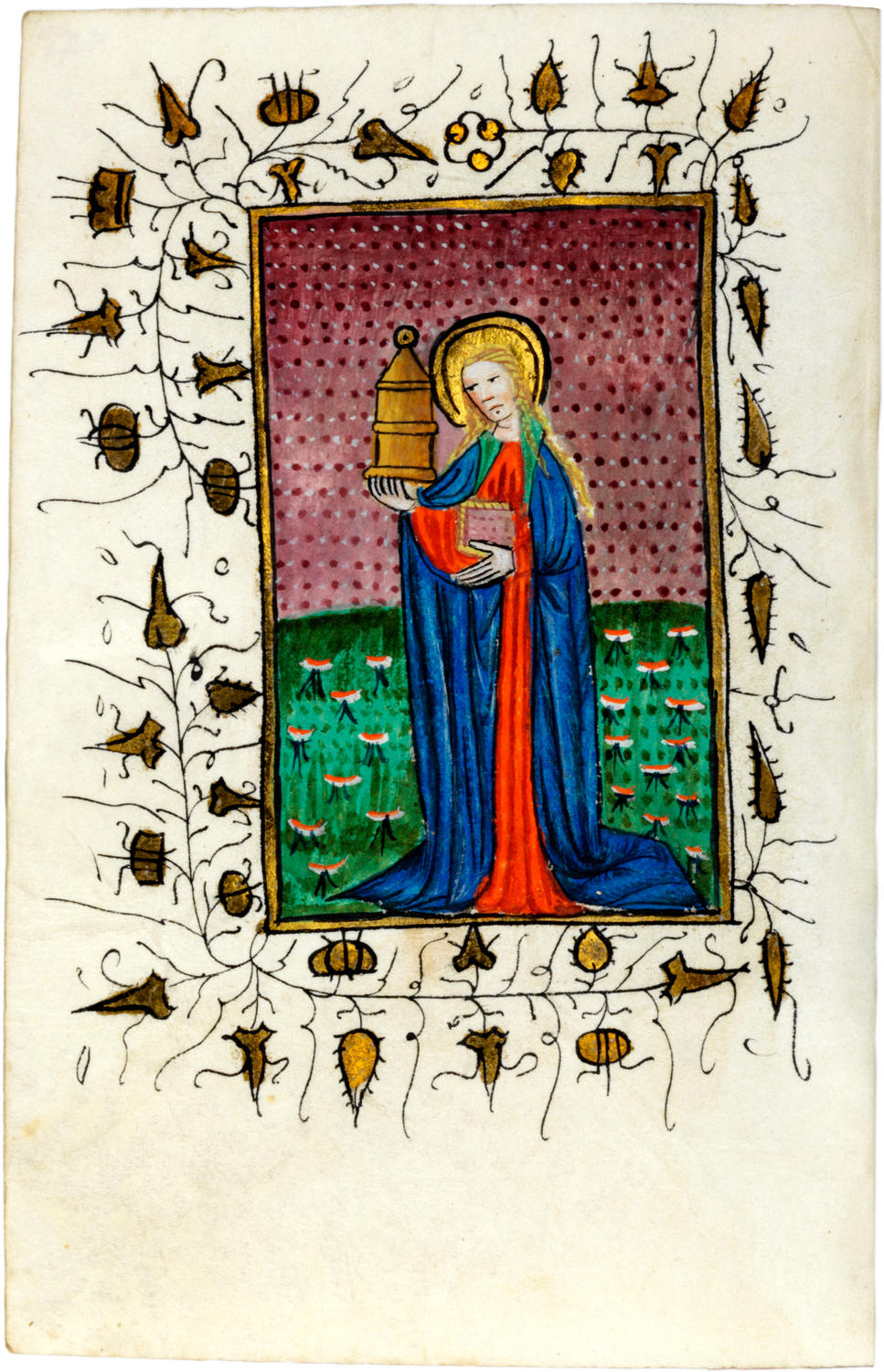
Maria Magdalena
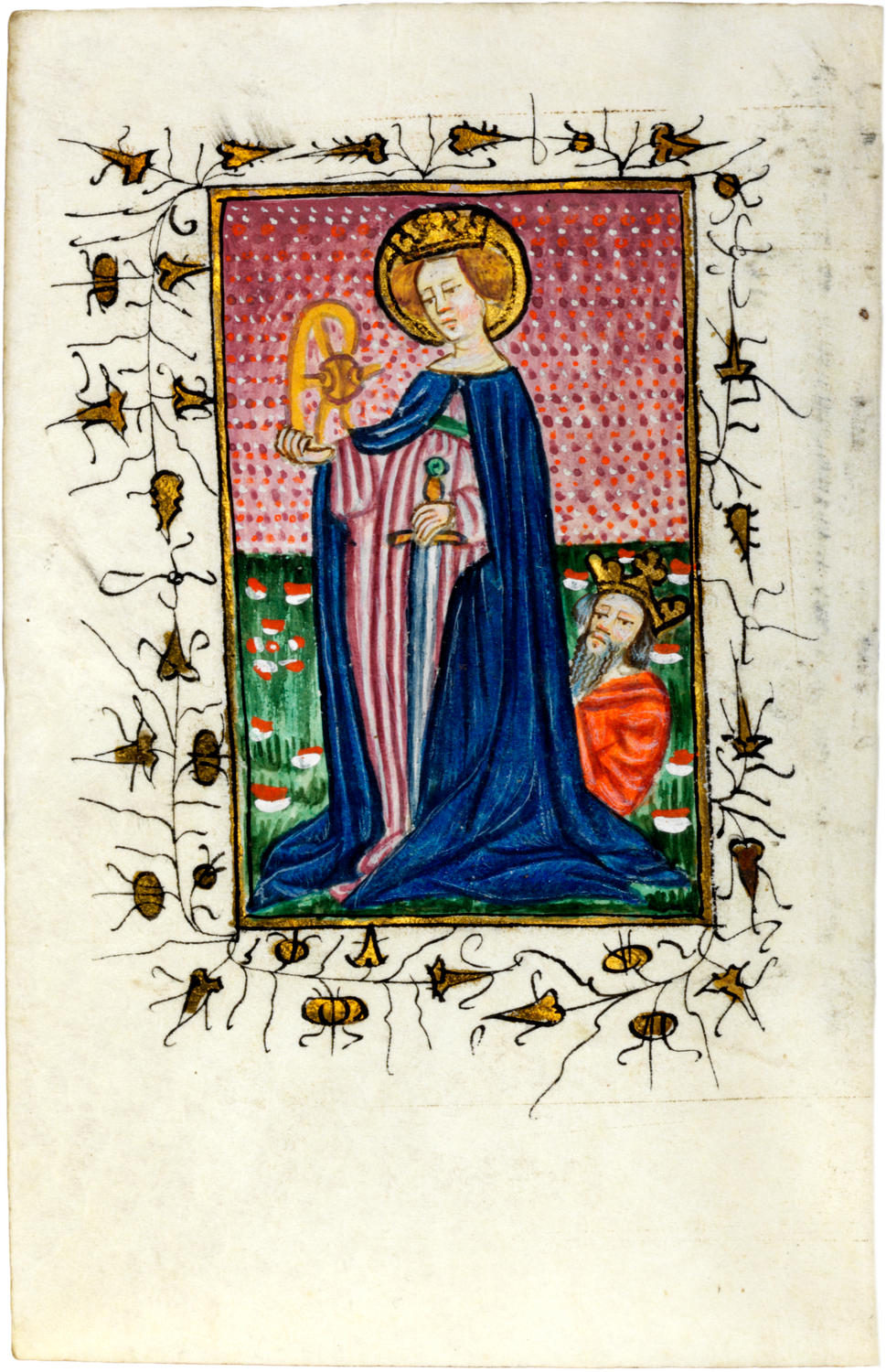
Sint Catharina
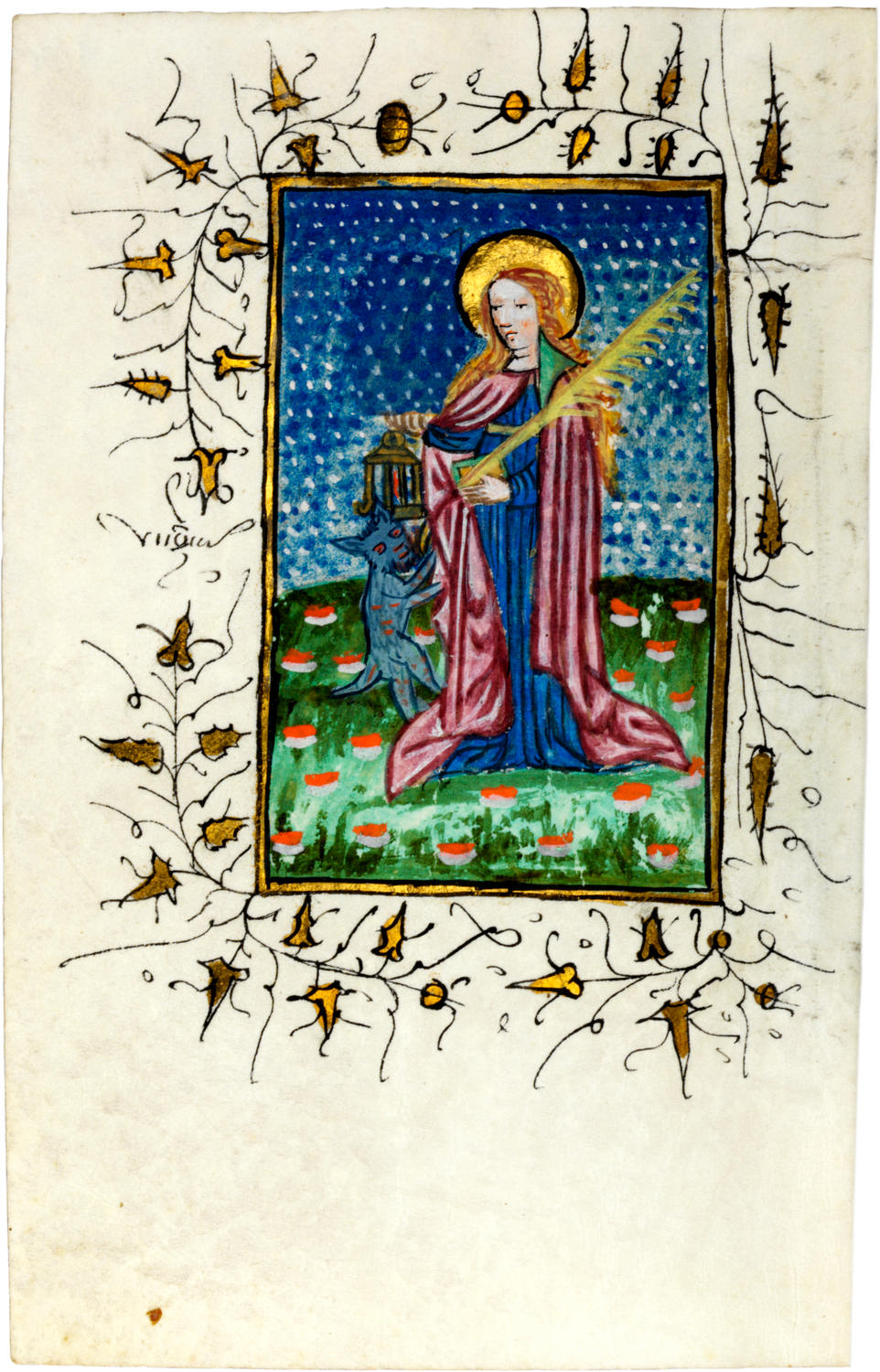
Sint-Goedele
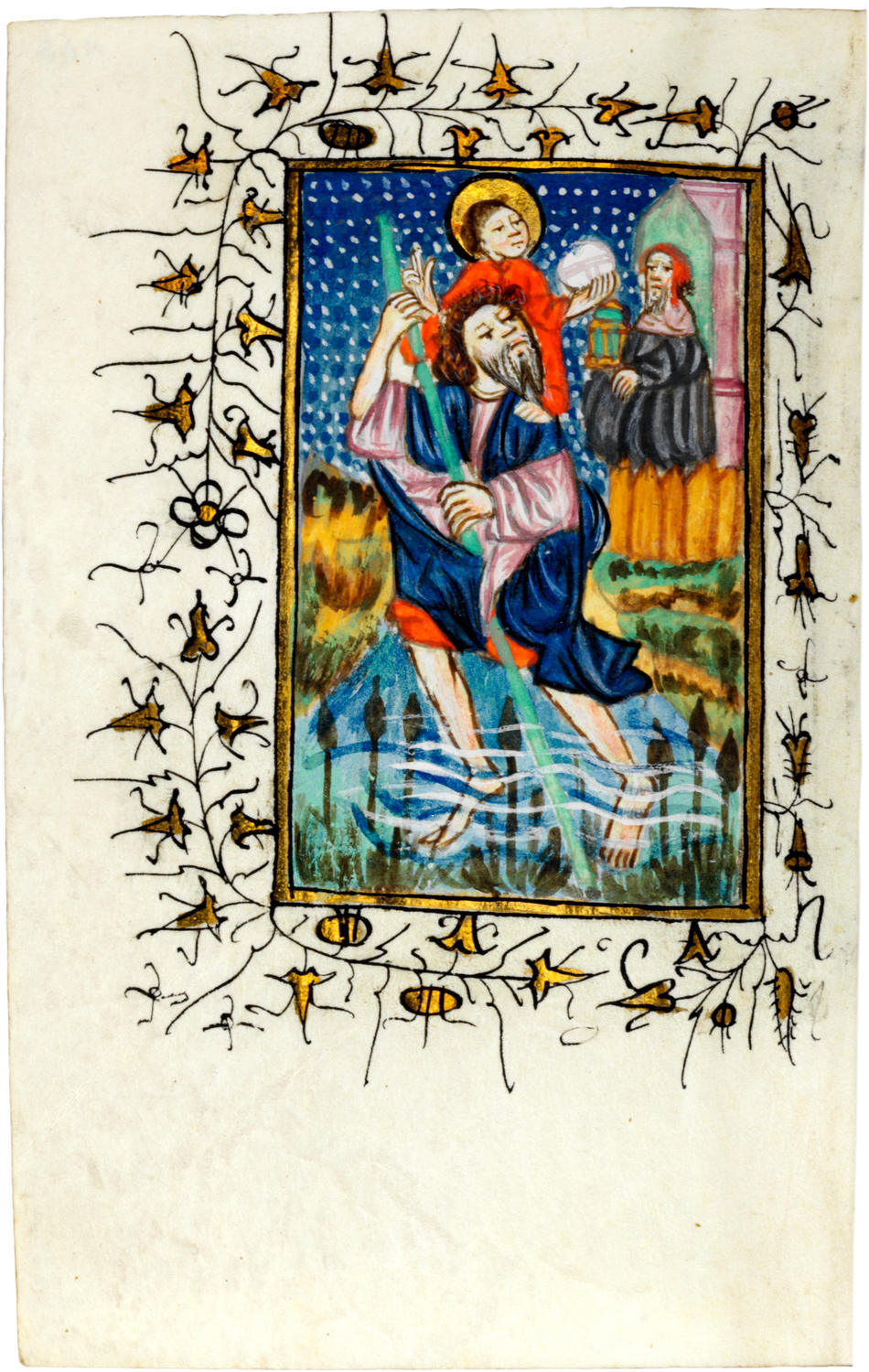
Sint-Christoffel

Naast de bladgrote miniaturen is het getijdenboek versierd met een aantal initialen waarvan de grootte (acht tot een lijn hoog) zoals gebruikelijk afhankelijk is van de hiërarchie van de tekst die wordt ingeleid.
De volblad miniaturen en de tegenoverliggende tekstblokken zijn omrand met versierd marges met ranken met blaadjes in bladgoud en gekleurde bolletjes. Bij andere miniaturen gebruikte men acanthusbladeren in diverse kleuren.
De decoratie van het getijdenboek werd waarschijnlijk gerealiseerd door twee miniaturisten. De ene nam vooral de miniaturen bij de suffragia voor zijn rekening, de andere de overige miniaturen. Deze verluchter werkte over het algemeen verfijnder dan de eerste. Het handschrift is rijk verlucht, maar de miniaturisten halen niet het niveau van de meesters die werkten voor de hertogen van Bourgondië.